# Florschuetziella steerei
Florschuetziella steerei är en bladmossart som beskrevs av Dale Hadley Vitt 1979. Florschuetziella steerei ingår i släktet Florschuetziella och familjen Orthotrichaceae. Inga underarter finns listade i Catalogue of Life.